# Brax, Haute-Garonne
Brax är en kommun i departementet Haute-Garonne i regionen Occitanien i södra Frankrike. Kommunen ligger i kantonen Léguevin som tillhör arrondissementet Toulouse. År 2022 hade Brax 2 938 invånare.

## Befolkningsutveckling
Antalet invånare i kommunen Brax
Referens:INSEE

## Monument

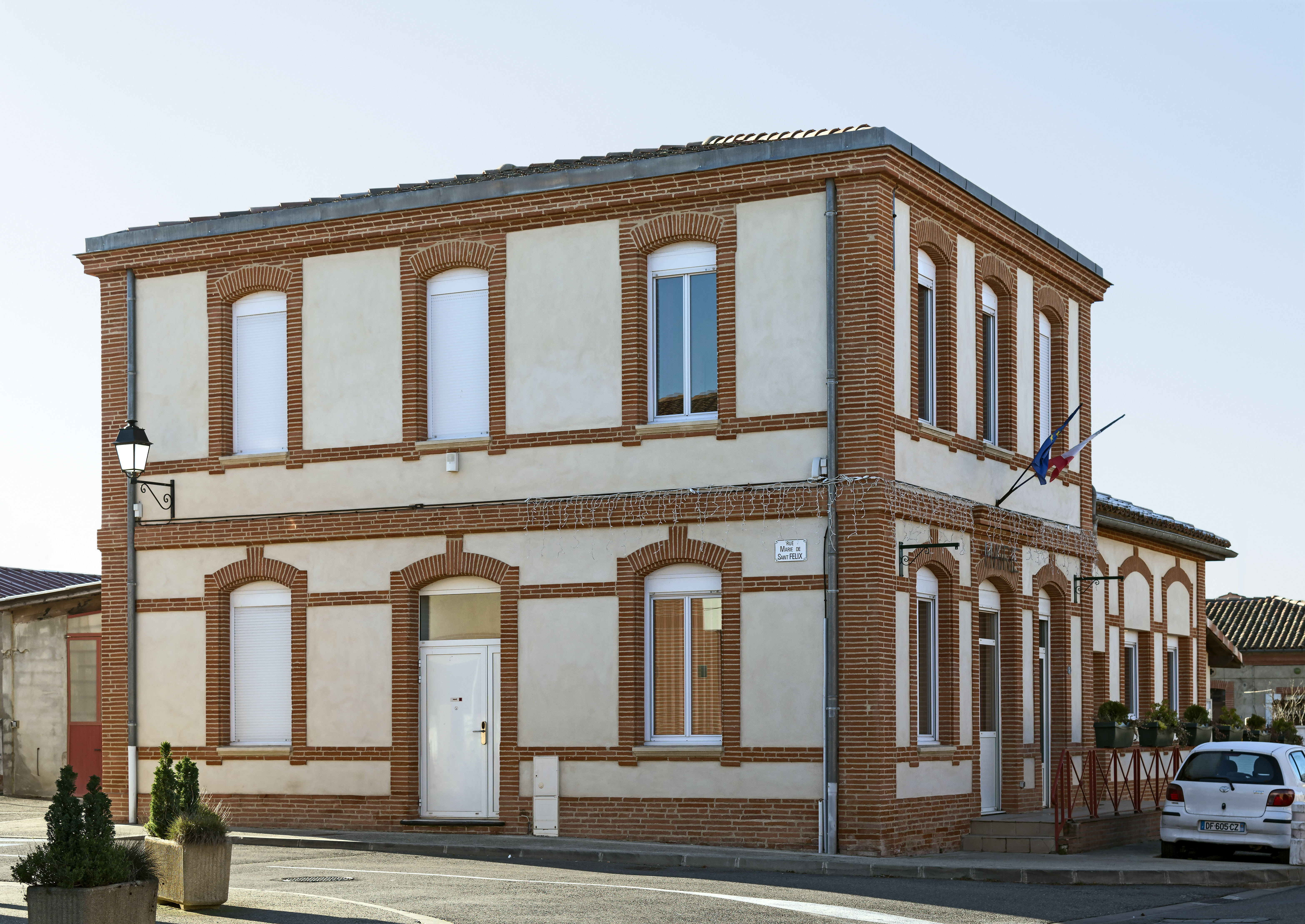
Rådhuset.
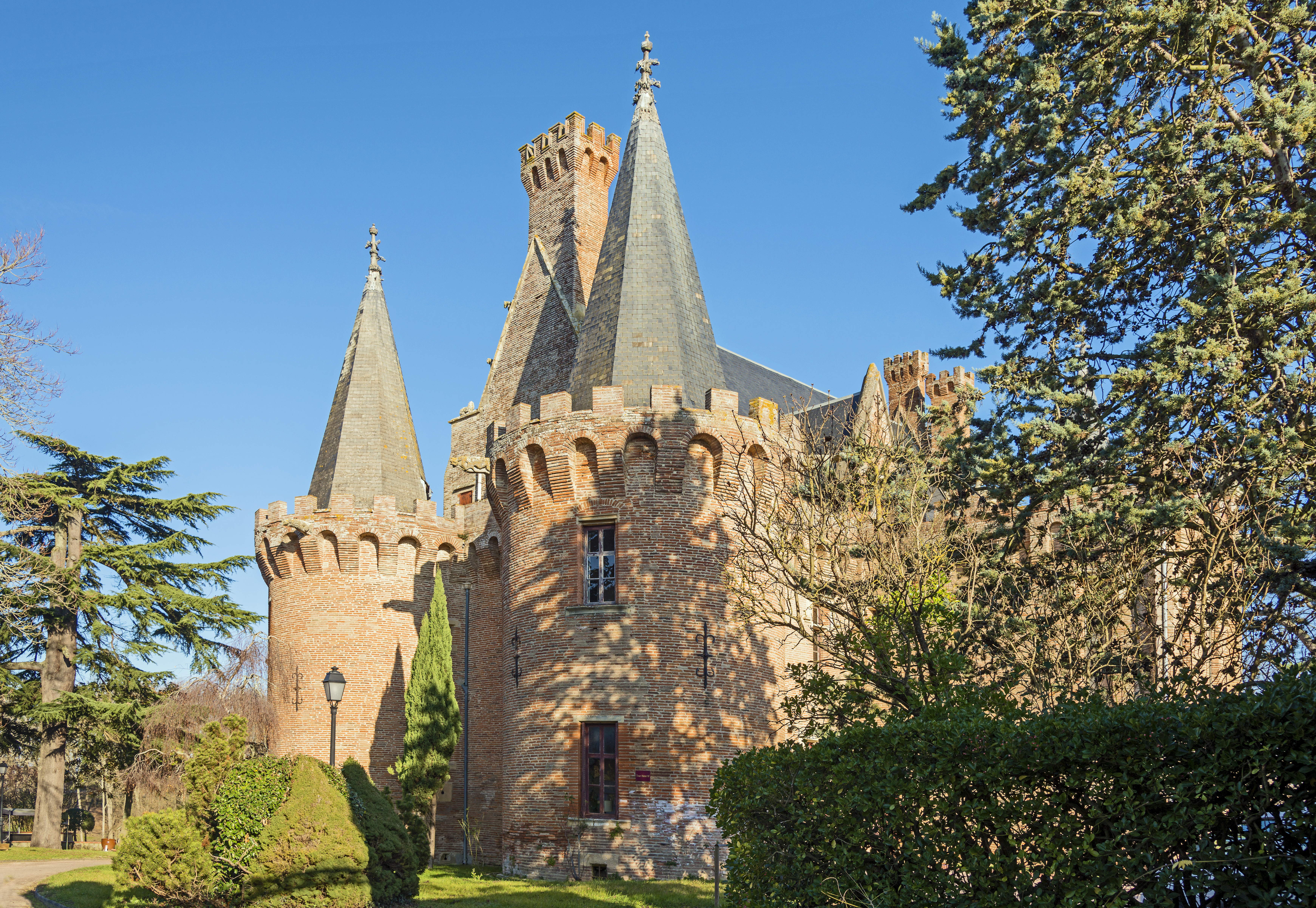
Slottet.
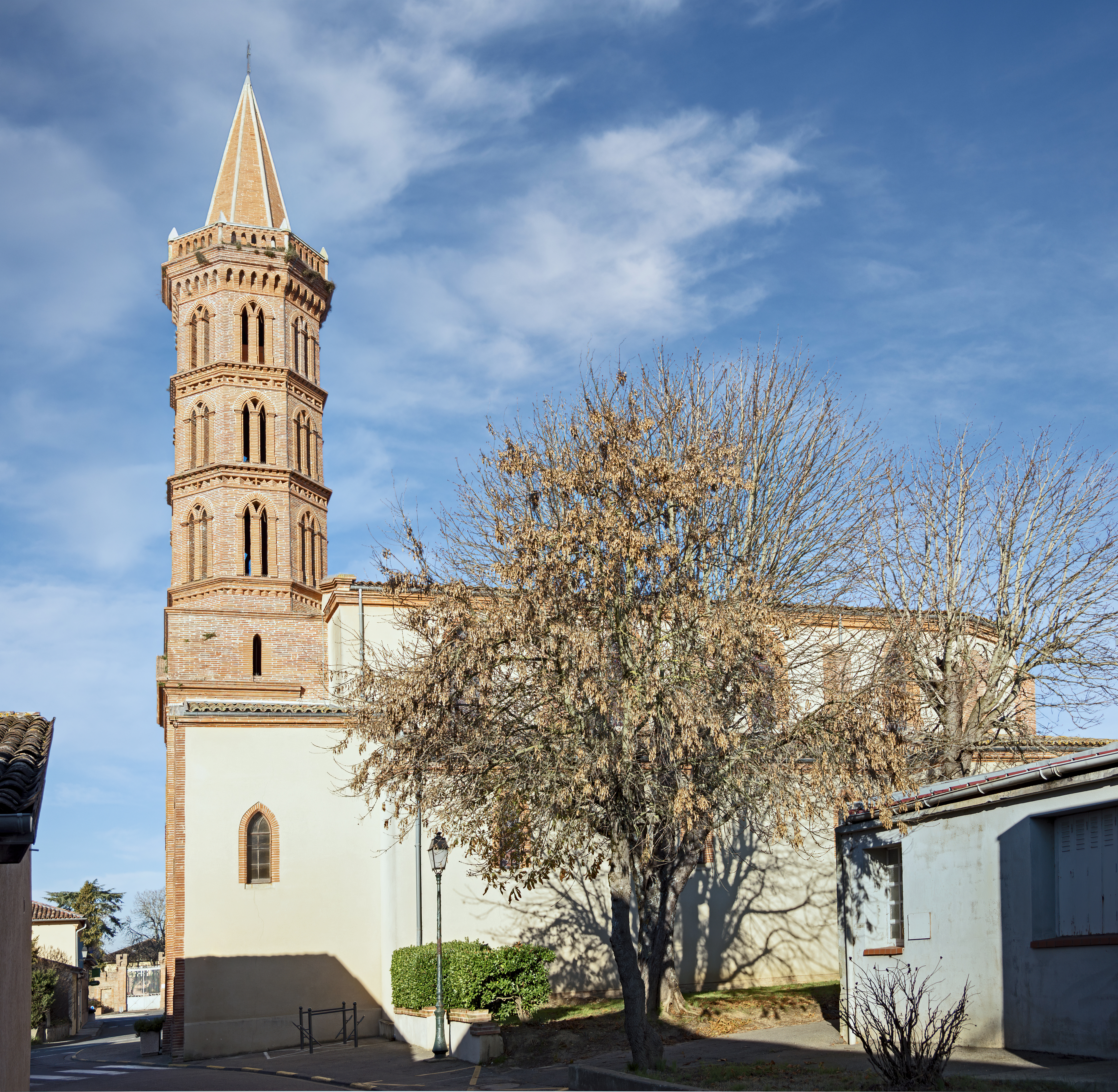
Kyrkan Saint-Orens
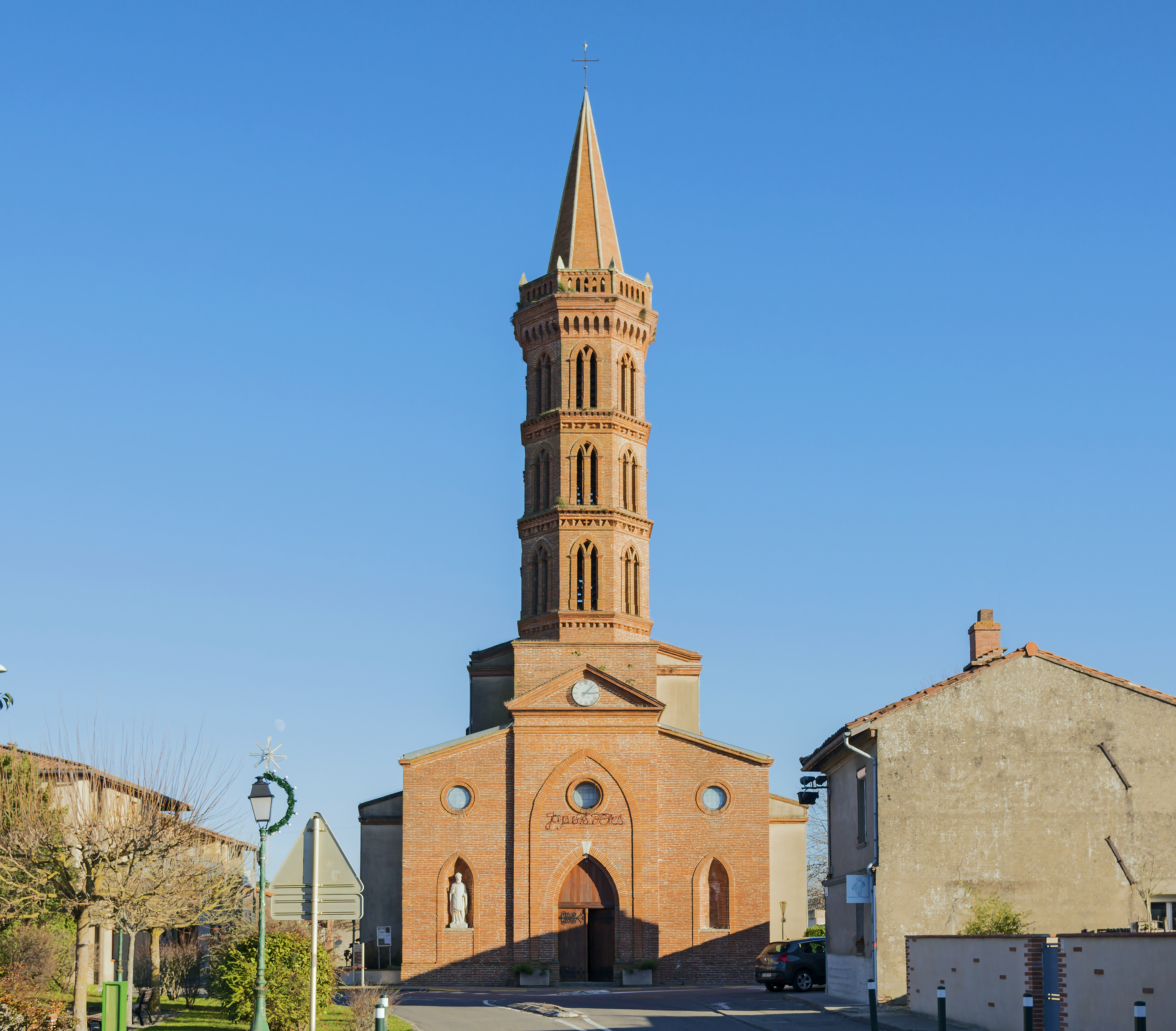
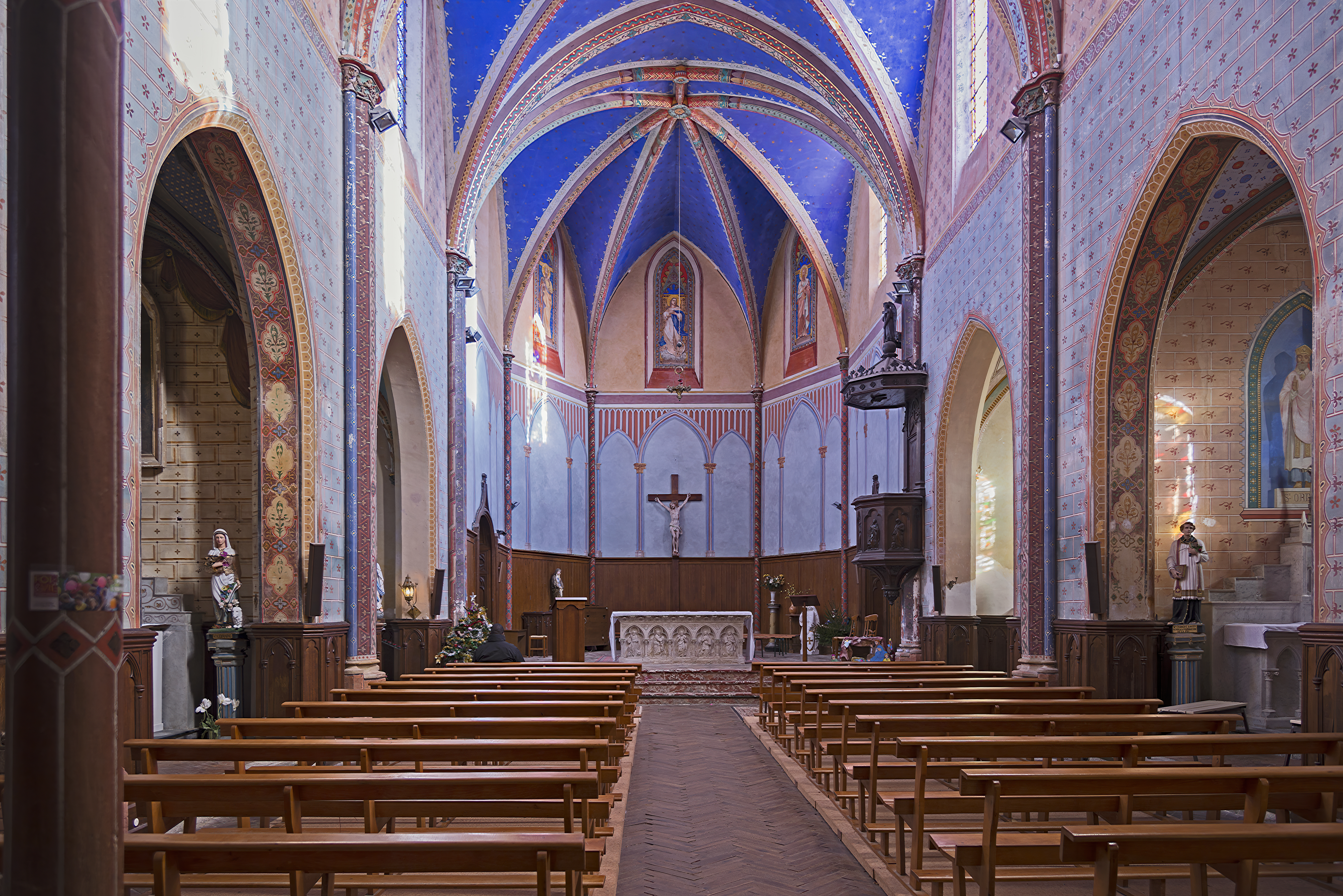
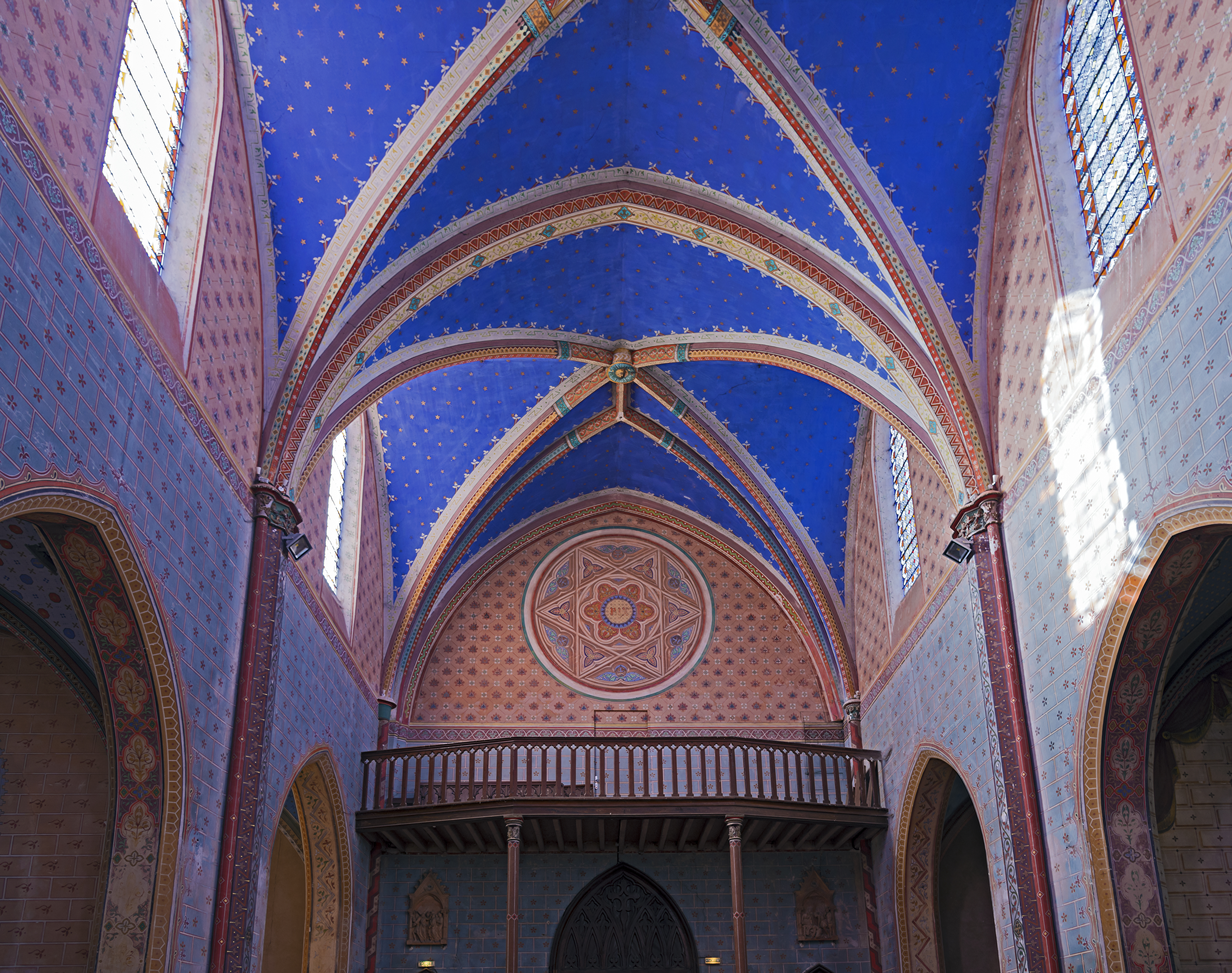